# Alella (Weinbaugebiet)

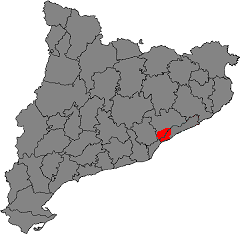
Das Anbaugebiet der DO Alella in Katalonien

Alella zählt zu den kleineren Weinbaugebieten in Spanien. Die Anbaufläche für Wein beträgt ca. 560 Hektar und die Anzahl der Winzer beläuft sich auf 92. Im Jahr 2005 lag die Höhe der Produktion bei 678.000 Litern. Das Weinbaugebiet erstreckt sich in Katalonien oberhalb Barcelonas von Montgat an der Küste entlang bis nach Mataró und schließt im Hinterland die Gemeinden Martorelles und La Roca del Vallès mit ein. Benannt ist das Gebiet nach der Gemeinde Alella.
Geprägt durch das meist städtische Umfeld der Anbauflächen, erschwert die Lage in der Nähe zu Kataloniens Hauptstadt, den Winzern die Möglichkeit zusätzlich neue Rebflächen für den Weinbau zu erschließen. Landwirtschaftliche Nutzfläche ist kaum noch zu vertretbaren Preisen zu bekommen, da inzwischen fast jede freie Parzelle schon Bauland oder Bauerwartungsland ist.
Klimatisch kann dieses Gebiet als ein stark mediterran beeinflusstes Mikroklima, mit heißen, trockenen Sommern und milden Wintern bezeichnet werden, Die Böden, dunkel und sehr tonhaltig in den Bergregionen, wandeln sich zu fast weißen, auch als „sauló“ bezeichneten, steinigen Böden in der Küstenregion. Diese hellen Böden haben die gute Eigenschaft, große Anteile an Sonnenenergie zu speichern, was wiederum einen signifikanten Einfluss auf den Reifezustand und die Zuckerkonzentration der dort angebauten Rebsorten hat.

## Rebsorten
Folgende Traubensorten kommen hauptsächlich zum Anbau:
weiß
Chenin Blanc, Garnacha Blanca, Macabeo, Malvasia, Parellada, Pansa Blanca, Picapoll, Sauvignon Blanc und Xarel-lo. Die Rebsorte Pansa Blanca ist eine Xarel-lo Art.
rot
Garnacha Tinta, Merlot, Pansa Vermella, Pinot Noir, Syrah und Ull de Llebre